# Skovshoved IF
Skovshoved Idrætsforening (abgekürzt Skovshoved IF oder einfach SIF) ist ein dänischer Sportverein aus Klampenborg.

## Geschichte
Der Verein wurde am 9. Juni 1909 gegründet. 1925 war der Verein der erste in Dänemark, in welchem Badminton gespielt wurde. In der Folge gewann der Verein auch zahlreiche Titel in dieser Sportart, ehe man nach dem Zweiten Weltkrieg die dominierende Stellung an aufstrebende Klubs wie Københavns BK oder Gentofte BK abgeben musste. Traditionell bietet der Verein auch heute noch Fußball, Tennis, Badminton und Schießen an.

## Erfolge

### Fußball
In den Spielzeiten 1926/27 und 1952/53 wurde Skovshoved IF dänischer Vizemeister. 1961 spielte Skovshoved letztmals in der höchsten dänischen Liga. Der Verein verzeichnet in seiner Geschichte neun Fußballnationalspieler, die es zusammen auf 35 Einsätze in der Nationalmannschaft bringen.

### Badminton
Der Verein dominierte bis 1946 das Spielgeschehen im Land. Nur vereinzelt konnten sich in dieser Zeit Spieler aus anderen Klubs mit Meisterehren schmücken.
| Saison    | Veranstaltung                                    | Disziplin    | Platz | Name                                                                 |
| --------- | ------------------------------------------------ | ------------ | ----- | -------------------------------------------------------------------- |
| 1930/1931 | Dänemark: Einzelmeisterschaften                  | Damendoppel  | 1     | Gerda Frederiksen / Ruth Frederiksen, Skovshoved IF                  |
| 1930/1931 | Dänemark: Einzelmeisterschaften                  | Dameneinzel  | 1     | Ruth Frederiksen, Skovshoved IF                                      |
| 1930/1931 | Dänemark: Einzelmeisterschaften                  | Herrendoppel | 1     | Sejlit Raaskou / Sven Strømann, Skovshoved IF                        |
| 1930/1931 | Dänemark: Einzelmeisterschaften                  | Mixed        | 1     | Aksel Hansen / Bodil Clausen, Skovshoved IF                          |
| 1931/1932 | Dänemark: Einzelmeisterschaften                  | Dameneinzel  | 1     | Ruth Frederiksen, Skovshoved IF                                      |
| 1931/1932 | Dänemark: Einzelmeisterschaften                  | Mixed        | 1     | Sejlit Raaskou / Gerda Frederiksen, Skovshoved IF                    |
| 1931/1932 | Dänemark: Einzelmeisterschaften                  | Herrendoppel | 1     | Sejlit Raaskou / Sven Strømann, Skovshoved IF                        |
| 1931/1932 | Dänemark: Einzelmeisterschaften                  | Damendoppel  | 1     | Gerda Frederiksen / Ruth Frederiksen, Skovshoved IF                  |
| 1931/1932 | Dänemark: Einzelmeisterschaften                  | Herreneinzel | 1     | Svend Strømann, Skovshoved IF                                        |
| 1932/1933 | Dänemark: Einzelmeisterschaften der Junioren U19 | Herreneinzel | 1     | Gunnar Holm, Skovshoved                                              |
| 1932/1933 | Dänemark: Einzelmeisterschaften                  | Damendoppel  | 1     | Gerda Frederiksen / Ruth Frederiksen, Skovshoved IF                  |
| 1932/1933 | Dänemark: Einzelmeisterschaften                  | Dameneinzel  | 1     | Ruth Frederiksen, Skovshoved IF                                      |
| 1932/1933 | Dänemark: Einzelmeisterschaften                  | Herrendoppel | 1     | Sejlit Raaskou / Sven Strømann, Skovshoved IF                        |
| 1932/1933 | Dänemark: Einzelmeisterschaften                  | Mixed        | 1     | Sven Strømann / Ruth Frederiksen, Skovshoved IF                      |
| 1933/1934 | Dänemark: Einzelmeisterschaften                  | Herrendoppel | 1     | Axel Hansen / Sven Strømann, Skovshoved IF                           |
| 1933/1934 | Dänemark: Einzelmeisterschaften                  | Herreneinzel | 1     | Svend Strømann, Skovshoved IF                                        |
| 1933/1934 | Dänemark: Einzelmeisterschaften                  | Damendoppel  | 1     | Gerda Frederiksen / Ruth Frederiksen, Skovshoved IF                  |
| 1933/1934 | Dänemark: Einzelmeisterschaften                  | Dameneinzel  | 1     | Ruth Frederiksen, Skovshoved IF                                      |
| 1933/1934 | Dänemark: Einzelmeisterschaften                  | Mixed        | 1     | Sven Strømann / Ruth Frederiksen, Skovshoved IF                      |
| 1934/1935 | Dänemark: Einzelmeisterschaften der Junioren U19 | Herreneinzel | 1     | Erik Thomsen, Skovshoved                                             |
| 1934/1935 | Dänemark: Einzelmeisterschaften                  | Damendoppel  | 1     | Gerda Frederiksen / Ruth Frederiksen, Skovshoved IF                  |
| 1934/1935 | Dänemark: Einzelmeisterschaften                  | Dameneinzel  | 1     | Ruth Frederiksen, Skovshoved IF                                      |
| 1934/1935 | Dänemark: Einzelmeisterschaften                  | Herrendoppel | 1     | Axel Hansen / Sven Strømann, Skovshoved IF                           |
| 1934/1935 | Dänemark: Einzelmeisterschaften                  | Mixed        | 1     | Sven Strømann / Ruth Frederiksen, Skovshoved IF                      |
| 1935/1936 | Dänemark: Einzelmeisterschaften                  | Dameneinzel  | 1     | Ruth Frederiksen, Skovshoved IF                                      |
| 1935/1936 | Dänemark: Einzelmeisterschaften der Junioren U19 | Herreneinzel | 1     | Carl Frøhlke, Skovshoved                                             |
| 1935/1936 | Dänemark: Einzelmeisterschaften                  | Damendoppel  | 1     | Bodil Strømann, Skovshoved IF / Tonny Olsen, Gentofte BK             |
| 1936/1937 | Dänemark: Einzelmeisterschaften                  | Mixed        | 1     | Aksel Hansen / Ruth Dalsgaard, Skovshoved IF                         |
| 1936/1937 | Dänemark: Einzelmeisterschaften                  | Herrendoppel | 1     | Tage Madsen / Carl Frøhlke, Skovshoved IF                            |
| 1936/1937 | Dänemark: Einzelmeisterschaften                  | Damendoppel  | 1     | Gerda Frederiksen / Ruth Dalsgaard, Skovshoved IF                    |
| 1936/1937 | Dänemark: Einzelmeisterschaften der Junioren U19 | Herreneinzel | 1     | Tage Madsen, Skovshoved                                              |
| 1936/1937 | Dänemark: Einzelmeisterschaften                  | Dameneinzel  | 1     | Ruth Frederiksen, Skovshoved IF                                      |
| 1937/1938 | Dänemark: Einzelmeisterschaften                  | Herrendoppel | 1     | Tage Madsen / Carl Frøhlke, Skovshoved IF                            |
| 1937/1938 | Dänemark: Einzelmeisterschaften                  | Herreneinzel | 1     | Tage Madsen, Skovshoved IF                                           |
| 1937/1938 | Dänemark: Einzelmeisterschaften                  | Mixed        | 1     | Tage Madsen / Bodil Strømann, Skovshoved IF                          |
| 1938/1939 | Dänemark: Einzelmeisterschaften der Junioren U19 | Herreneinzel | 1     | Aage Henriksen, Skovshoved                                           |
| 1938/1939 | Dänemark: Einzelmeisterschaften                  | Mixed        | 1     | Tage Madsen / Ruth Dalsgaard, Skovshoved IF                          |
| 1938/1939 | Dänemark: Einzelmeisterschaften                  | Herreneinzel | 1     | Conny Jepsen, Skovshoved IF                                          |
| 1938/1939 | Dänemark: Einzelmeisterschaften                  | Herrendoppel | 1     | Gunnar Holm / Niels Kjerns, Skovshoved IF                            |
| 1939/1940 | Dänemark: Einzelmeisterschaften                  | Herrendoppel | 1     | Tage Madsen / Carl Frøhlke, Skovshoved IF                            |
| 1939/1940 | Dänemark: Einzelmeisterschaften                  | Mixed        | 1     | Tage Madsen / Ruth Dalsgaard, Skovshoved IF                          |
| 1939/1940 | Dänemark: Einzelmeisterschaften                  | Herreneinzel | 1     | Tage Madsen, Skovshoved IF                                           |
| 1940/1941 | Dänemark: Einzelmeisterschaften der Junioren U19 | Dameneinzel  | 1     | Jytte Thayssen, Skovshoved                                           |
| 1940/1941 | Dänemark: Einzelmeisterschaften                  | Mixed        | 1     | Jan Schmidt / Jytte Thayssen, Skovshoved IF                          |
| 1940/1941 | Dänemark: Einzelmeisterschaften                  | Herreneinzel | 1     | Conny Jepsen, Skovshoved IF                                          |
| 1940/1941 | Dänemark: Einzelmeisterschaften                  | Herrendoppel | 1     | Tage Madsen / Carl Frøhlke, Skovshoved IF                            |
| 1940/1941 | Dänemark: Einzelmeisterschaften                  | Damendoppel  | 1     | Agnete Friis, Odense BK / Jytte Thayssen, Skovshoved IF              |
| 1941/1942 | Dänemark: Einzelmeisterschaften                  | Damendoppel  | 1     | Ruth Dalsgaard / Jytte Thayssen, Skovshoved IF                       |
| 1941/1942 | Dänemark: Einzelmeisterschaften                  | Mixed        | 1     | Tage Madsen / Ruth Dalsgaard, Skovshoved IF                          |
| 1941/1942 | Dänemark: Einzelmeisterschaften                  | Herrendoppel | 1     | Tage Madsen / Carl Frøhlke, Skovshoved IF                            |
| 1941/1942 | Dänemark: Einzelmeisterschaften der Junioren U19 | Dameneinzel  | 1     | Marie Ussing, Skovshoved                                             |
| 1941/1942 | Dänemark: Einzelmeisterschaften                  | Herreneinzel | 1     | Tage Madsen, Skovshoved IF                                           |
| 1942/1943 | Dänemark: Einzelmeisterschaften                  | Mixed        | 1     | Jan Schmidt / Jytte Thayssen, Skovshoved IF                          |
| 1942/1943 | Dänemark: Einzelmeisterschaften                  | Herreneinzel | 1     | Tage Madsen, Skovshoved IF                                           |
| 1942/1943 | Dänemark: Einzelmeisterschaften                  | Herrendoppel | 1     | Jesper Bie, København BK / Børge Frederiksen, Skovshoved IF          |
| 1943/1944 | Dänemark: Einzelmeisterschaften                  | Damendoppel  | 1     | Marie Ussing / Jytte Thayssen, Skovshoved IF                         |
| 1943/1944 | Dänemark: Einzelmeisterschaften                  | Mixed        | 1     | Jan Schmidt / Jytte Thayssen, Skovshoved IF                          |
| 1943/1944 | Dänemark: Einzelmeisterschaften                  | Herreneinzel | 1     | Tage Madsen, Skovshoved IF                                           |
| 1943/1944 | Dänemark: Einzelmeisterschaften                  | Herrendoppel | 1     | Tage Madsen / Carl Frøhlke, Skovshoved IF                            |
| 1944/1945 | Dänemark: Einzelmeisterschaften                  | Damendoppel  | 1     | Marie Ussing / Jytte Thayssen, Skovshoved IF                         |
| 1944/1945 | Dänemark: Einzelmeisterschaften                  | Mixed        | 1     | Jan Schmidt / Jytte Thayssen, Skovshoved IF                          |
| 1944/1945 | Dänemark: Einzelmeisterschaften                  | Herreneinzel | 1     | Tage Madsen, Skovshoved IF                                           |
| 1944/1945 | Dänemark: Einzelmeisterschaften                  | Herrendoppel | 1     | Tage Madsen / Carl Frøhlke, Skovshoved IF                            |
| 1945/1946 | Dänemark: Einzelmeisterschaften                  | Mixed        | 1     | Tage Madsen, Skovshoved IF / Kirsten Thorndahl, Amager BC            |
| 1945/1946 | Dänemark: Einzelmeisterschaften                  | Herreneinzel | 1     | Tage Madsen, Skovshoved IF                                           |
| 1948/1949 | Dänemark: Einzelmeisterschaften                  | Mixed        | 1     | Tage Madsen, Skovshoved IF / Kirsten Thorndahl, Amager BC            |
| 1948/1949 | Dänemark: Einzelmeisterschaften                  | Herrendoppel | 1     | Tage Madsen / Børge Frederiksen, Skovshoved IF                       |
| 1949/1950 | Dänemark: Einzelmeisterschaften der Junioren U17 | Herreneinzel | 1     | Jesper Sandvad, Skovshoved                                           |
| 1951/1952 | Dänemark: Einzelmeisterschaften                  | Damendoppel  | 1     | Jytte Kjems / Marie Ussing, Skovshoved IF                            |
| 1952/1953 | Dänemark: Einzelmeisterschaften der Junioren U17 | Dameneinzel  | 1     | Vibeke Michäelis, Skovshoved                                         |
| 1953/1954 | Dänemark: Einzelmeisterschaften der Junioren U17 | Herreneinzel | 1     | Ole Rasmussen, Skovshoved                                            |
| 1954/1955 | Dänemark: Einzelmeisterschaften                  | Mixed        | 1     | Poul-Erik Nielsen, Skovshoved IF / Kirsten Thorndahl, Amager BC      |
| 1957/1958 | Dänemark: Einzelmeisterschaften der Junioren U17 | Herreneinzel | 1     | Hans Henrik Svendsen, Skovshoved                                     |
| 1958/1959 | Dänemark: Einzelmeisterschaften                  | Mixed        | 1     | Poul-Erik Nielsen, Skovshoved IF / Inge Birgit Anker Hansen, KBK     |
| 1958/1959 | Dänemark: Einzelmeisterschaften der Junioren U17 | Herreneinzel | 1     | Hans Henrik Svendsen, Skovshoved                                     |
| 1959/1960 | Dänemark: Einzelmeisterschaften der Junioren U19 | Herreneinzel | 1     | Hans Henrik Svendsen, Skovshoved IF                                  |
| 1960/1961 | Dänemark: Einzelmeisterschaften der Junioren U19 | Herreneinzel | 1     | Hans Henrik Svendsen, Skovshoved IF                                  |
| 1960/1961 | Dänemark: Einzelmeisterschaften                  | Mixed        | 1     | Poul-Erik Nielsen, Skovshoved IF / Inge Birgit Anker Hansen, KBK     |
| 1960/1961 | Dänemark: Einzelmeisterschaften                  | Herrendoppel | 1     | Erland Kops, Københavns BK / Poul-Erik Nielsen, Skovshoved IF        |
| 1962/1963 | Dänemark: Einzelmeisterschaften                  | Mixed        | 2     | Poul-Erik Nielsen, Skovshoved IF / Inge Birgit Anker Hansen, KBK     |
| 1962/1963 | Dänemark: Einzelmeisterschaften                  | Herrendoppel | 2     | Erland Kops, Københavns BK / Poul-Erik Nielsen, Skovshoved IF        |
| 1964/1965 | Dänemark: Mannschaftsmeisterschaft               | Mannschaft   | 1     | Skovshoved Indraetsforening                                          |
| 1966/1967 | Dänemark: Einzelmeisterschaften                  | Dameneinzel  | 1     | Lonny Funch, Skovshoved IF                                           |
| 1966/1967 | Dänemark: Einzelmeisterschaften der Junioren U19 | Herrendoppel | 1     | Bjørn Aagaard, Charlottenlund / Ole Kestler, Skovshoved              |
| 1968/1969 | Dänemark: Einzelmeisterschaften                  | Dameneinzel  | 1     | Imre Rietveld Nielsen, Skovshoved IF                                 |
| 1973/1974 | Dänemark: Einzelmeisterschaften der Junioren U17 | Herrendoppel | 1     | Bo Elvers / Kenn H. Nielsen, Skovshoved                              |
| 1974/1975 | Dänemark: Einzelmeisterschaften der Junioren U19 | Herrendoppel | 1     | Kenn H. Nielsen / Bo Elvers, Skovshoved IF                           |
| 1975/1976 | Dänemark: Einzelmeisterschaften der Junioren U19 | Mixed        | 1     | Bo Elvers, Skovshoved IF / Jytte Larsen, Højbjerg                    |
| 1975/1976 | Dänemark: Einzelmeisterschaften der Junioren U19 | Herrendoppel | 1     | Jan Hammergaard Hansen, Københavns BK / Kenn H. Nielsen, Skovshoved  |
| 1979/1980 | Dänemark: Einzelmeisterschaft der Amateure       | Damendoppel  | 1     | Lonny Bostofte, Skovshoved IF / Inge Borgstrøm, Ringsted             |
| 1980/1981 | Dänemark: Einzelmeisterschaften der Junioren U15 | Herrendoppel | 1     | Peter Grossmann / Philip Thrane, Skovshoved                          |
| 1980/1981 | Dänemark: Einzelmeisterschaften der Junioren U13 | Herrendoppel | 1     | Henrik Starup / Thomas D. Jensen, Skovshoved                         |
| 1981/1982 | Dänemark: Einzelmeisterschaften der Junioren U13 | Dameneinzel  | 1     | Christina Bostofte, Skovshoved                                       |
| 1982/1983 | Dänemark: Einzelmeisterschaften der Junioren U13 | Dameneinzel  | 1     | Christina Bostofte, Skovshoved                                       |
| 1982/1983 | Dänemark: Einzelmeisterschaften der Junioren U13 | Mixed        | 1     | Thomas Stuer-Lauridsen, Lillerød / Christina Bostofte, Skovshoved    |
| 1983/1984 | Dänemark: Einzelmeisterschaften der Junioren U15 | Dameneinzel  | 1     | Christina Bostofte, Skovshoved                                       |
| 1984/1985 | Dänemark: Einzelmeisterschaften der Junioren U15 | Mixed        | 1     | Thomas Stuer-Lauridsen, Gentofte / Christina Bostofte, Skovshoved    |
| 1984/1985 | Dänemark: Einzelmeisterschaften der Junioren U15 | Dameneinzel  | 1     | Christina Bostofte, Skovshoved                                       |
| 1985/1986 | Dänemark: Einzelmeisterschaften der Junioren U17 | Damendoppel  | 1     | Christina Bostofte, Skovshoved / Tina Antonsen, Frederikshavn        |
| 1985/1986 | Dänemark: Einzelmeisterschaften der Junioren U17 | Dameneinzel  | 1     | Christina Bostofte, Skovshoved                                       |
| 1988/1989 | Dänemark: Einzelmeisterschaften                  | Damendoppel  | 1     | Anne Mette Bille, Skovshoved / Lotte Olsen, Kastrup-Magleby BK       |
| 1988/1989 | Dänemark: Einzelmeisterschaften der Junioren U13 | Mixed        | 1     | Rasmus Tharsgaard, Lyngby / Sara Baldvinsson, Skovshoved             |
| 1988/1989 | Dänemark: Einzelmeisterschaften                  | Herrendoppel | 1     | Michael Kjeldsen, Skovshoved IF / Mark Christiansen, Triton, Aalborg |
| 1990/1991 | Dänemark: Einzelmeisterschaften der Junioren U15 | Mixed        | 1     | Rasmus Tharsgaard, Lyngby / Sara Baldvinsson, Skovshoved             |
| 1990/1991 | Dänemark: Einzelmeisterschaften der Junioren U15 | Damendoppel  | 1     | Sara Baldvinsson, Skovshoved / Rina Glyager, Kastrup                 |
| 1991/1992 | Dänemark: Einzelmeisterschaften der Junioren U13 | Damendoppel  | 1     | Karina Sørensen, Hvidovre / Michala Ahn, Skovshoved                  |
| 1992/1993 | Dänemark: Seniorenmeisterschaften 60+            | Herrendoppel | 1     | Poul-Erik Nielsen, Skovshoved / Poul Arne Buch, Farum                |
| 1992/1993 | Dänemark: Einzelmeisterschaften                  | Mixed        | 1     | Thomas Lund, Kastrup-Magleby / Marlene Thomsen, Skovshoved           |
| 1992/1993 | Dänemark: Seniorenmeisterschaften 60+            | Mixed        | 1     | Poul-Erik Nielsen, Skovshoved / Inge Birgit Anker Hansen, KBK        |
| 1992/1993 | Dänemark: Seniorenmeisterschaften 45+            | Herrendoppel | 1     | Mogens Nolsø / Hans H. Svendsen, Skovshoved IF                       |
| 1992/1993 | Dänemark: Seniorenmeisterschaften 50+            | Dameneinzel  | 1     | Kirsten Kjærbye, Skovshoved IF                                       |
| 1992/1993 | Dänemark: Seniorenmeisterschaften 55+            | Herrendoppel | 1     | Poul-Erik Nielsen / Jesper Sandvad, Skovshoved IF                    |
| 1993/1994 | Dänemark: Seniorenmeisterschaften 50+            | Herrendoppel | 1     | Leif V. Hansen, Gladsaxe / Bo Cramer, Skovshoved                     |
| 1993/1994 | Dänemark: Seniorenmeisterschaften 60+            | Herrendoppel | 1     | Poul-Erik Nielsen, Skovshoved / Poul Arne Buch, Farum                |
| 1993/1994 | Dänemark: Seniorenmeisterschaften 60+            | Mixed        | 1     | Poul-Erik Nielsen, Skovshoved / Inge Birgit Anker Hansen, KBK        |
| 1994/1995 | Dänemark: Seniorenmeisterschaften 55+            | Herreneinzel | 1     | Bendt Rose, Skovshoved                                               |
| 1994/1995 | Dänemark: Seniorenmeisterschaften 60+            | Mixed        | 1     | Inge Birgit Anker Hansen, KBK / Poul Erik Nielsen, Skovshoved        |
| 1994/1995 | Dänemark: Seniorenmeisterschaften 50+            | Herrendoppel | 1     | Hans Henrik Svendsen / Bendt Rose, Skovshoved                        |
| 1995/1996 | Dänemark: Einzelmeisterschaften                  | Damendoppel  | 1     | Lisbet Stuer-Lauridsen, Gentofte / Marlene Thomsen, Skovshoved IF    |
| 1995/1996 | Dänemark: Seniorenmeisterschaften 55+            | Herreneinzel | 1     | Bendt Rose, Skovshoved                                               |
| 1995/1996 | Dänemark: Seniorenmeisterschaften 50+            | Herrendoppel | 1     | Leif V. Hansen, Gladsaxe / Bendt Rose, Skovshoved                    |
| 1996/1997 | Dänemark: Seniorenmeisterschaften 50+            | Herrendoppel | 1     | Bent Rose, Skovshoved / Leif V. Hansen, Gladsaxe                     |
| 1996/1997 | Dänemark: Seniorenmeisterschaften 55+            | Herreneinzel | 1     | Bendt Rose, Skovshoved                                               |
| 1996/1997 | Dänemark: Einzelmeisterschaften                  | Damendoppel  | 1     | Lisbet Stuer-Lauridsen, Gentofte / Marlene Thomsen, Skovshoved IF    |
| 1997/1998 | Dänemark: Einzelmeisterschaften der Junioren U17 | Herreneinzel | 1     | Jacob Grandahl, Skovshoved                                           |
| 1997/1998 | Dänemark: Seniorenmeisterschaften 50+            | Herrendoppel | 1     | Bent Rose, Skovshoved / Leif V. Hansen, Gladsaxe                     |
| 1997/1998 | Dänemark: Seniorenmeisterschaften 55+            | Herreneinzel | 1     | Bent Rose, Skovshoved                                                |
| 1997/1998 | Dänemark: Einzelmeisterschaften der Junioren U17 | Herrendoppel | 1     | Jonas Glyager Jensen / Jacob Grandahl, Skovshoved                    |
| 1997/1998 | Dänemark: Einzelmeisterschaften der Junioren U17 | Mixed        | 1     | Jonas Glyager Jensen, Skovshoved / Stine Borgstrøm, Nykøbing Falster |
| 1997/1998 | Dänemark: Seniorenmeisterschaften 65+            | Mixed        | 1     | Poul-Erik Nielsen, Skovshoved / Inge Birgit Anker Hansen, KBK        |
| 1997/1998 | Dänemark: Mannschaftsmeisterschaft U17           | Mannschaft   | 1     | Skovshoved Idrætsforening                                            |
| 1997/1998 | Dänemark: Einzelmeisterschaften                  | Damendoppel  | 1     | Rikke Olsen, Kastrup-Magleby / Marlene Thomsen, Skovshoved IF        |
| 1998/1999 | Dänemark: Einzelmeisterschaften der Junioren U15 | Mixed        | 1     | Rune Ulsing, Hvidovre / Marie L. Svendsen, Skovshoved                |
| 1999/2000 | Dänemark: Seniorenmeisterschaften 55+            | Herreneinzel | 1     | Bendt Rose, Skovshoved                                               |
| 1999/2000 | Dänemark: Seniorenmeisterschaften 55+            | Herrendoppel | 1     | Bendt Rose / Hans Henrik Svendsen, Skovshoved                        |
| 1999/2000 | Dänemark: Einzelmeisterschaften der Junioren U19 | Mixed        | 1     | Jonas Glyager Jensen, Skovshoved IF / Stine Borgstrøm, Greve         |
| 1999/2000 | Dänemark: Mannschaftsmeisterschaft U13           | Mannschaft   | 1     | Skovshoved Idrætsforening                                            |
| 2000/2001 | Dänemark: Einzelmeisterschaften der Junioren U17 | Mixed        | 1     | Søren Frandsen, Lindholm / Marie Lund Svendsen, Skovshoved           |
| 2001/2002 | Dänemark: Einzelmeisterschaften der Junioren U15 | Mixed        | 1     | Stefan K. Andersen, Skovshoved / Maria Røpke, Gentofte               |
| 2001/2002 | Dänemark: Seniorenmeisterschaften 55+            | Herrendoppel | 1     | Klaus Kaagaard / John Kirkebye, Skovshoved                           |
| 2002/2003 | Dänemark: Seniorenmeisterschaften 60+            | Herreneinzel | 1     | Bendt Rose, Skovshoved                                               |
| 2002/2003 | Dänemark: Seniorenmeisterschaften 55+            | Herrendoppel | 1     | Bendt Rose / Hans Henrik Svendsen, Skovshoved                        |
| 2003/2004 | Dänemark: Seniorenmeisterschaften 35+            | Herreneinzel | 1     | Kent Wæde Hansen, Skovshoved I.F                                     |
| 2003/2004 | Dänemark: Seniorenmeisterschaften 35+            | Mixed        | 1     | Anne Mette van Dijk, Skovshoved I.F. / Lars Pedersen, Skælskør       |
| 2003/2004 | Dänemark: Seniorenmeisterschaften 55+            | Herrendoppel | 1     | Søren Haldager, Hvidovre / John Kirkeby, Skovshoved I.F.             |
| 2003/2004 | Dänemark: Seniorenmeisterschaften 60+            | Herrendoppel | 1     | Bent Rose / Hans Henrik Svendsen, Skovshoved I.F.                    |
| 2003/2004 | Dänemark: Seniorenmeisterschaften 60+            | Herreneinzel | 1     | Bent Rose, Skovshoved I.F                                            |
| 2005/2006 | Dänemark: Seniorenmeisterschaften 60+            | Herreneinzel | 1     | John Kirkeby, Skovshoved                                             |
| 2005/2006 | Dänemark: Seniorenmeisterschaften 40+            | Herreneinzel | 1     | Jesper Andresen, Skovshoved                                          |
| 2006/2007 | Dänemark: Einzelmeisterschaften der Junioren U13 | Herrendoppel | 1     | David Daugaard / Emil Bille Hansen, Skovshoved                       |
| 2006/2007 | Dänemark: Einzelmeisterschaften der Junioren U13 | Damendoppel  | 1     | Cecilia Demant, Skovshoved / Sandra-Marie Jensen, Solrød Strand      |
| 2007/2008 | Dänemark: Seniorenmeisterschaften 40+            | Mixed        | 1     | Lars Pedersen, Skovshoved / Karin Steffensen, Roskilde               |
| 2007/2008 | Dänemark: Seniorenmeisterschaften 40+            | Herrendoppel | 1     | Lars Pedersen / Jesper Andresen, Skovshoved                          |
| 2009/2010 | Dänemark: Einzelmeisterschaften der Junioren U13 | Herrendoppel | 1     | Frederik S. Mortensen, Odense OBK / Joel Eipe Skovshoved             |
| 2009/2010 | Dänemark: Einzelmeisterschaften                  | Mixed        | 1     | Mikkel Delbo Larsen / Mette Schjoldager, Gentofte, Skovshoved        |